# Bailey Willis

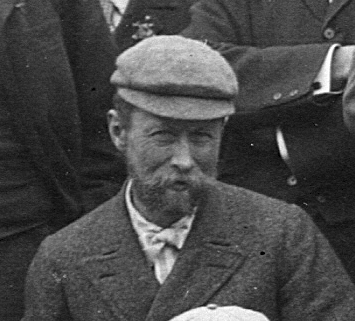
Bailey Willis

Bailey Willis (* 31. März 1857 in Idlewild-on-Hudson, New York, USA; † 19. Februar 1949 in Palo Alto, Kalifornien) war ein US-amerikanischer Geologe.
Willis war der Sohn des Dichters und Verlegers Nathaniel Parker Willis, ging in England und Deutschland zur Schule (so dass er fließend Deutsch sprach) und studierte an der Columbia University in New York, wo er 1878 bzw. 1879 Abschlüsse als Maschinen- und Bauingenieur erwarb. Ab 1881 war er Geologe und Vermesser bei der Northern Pacific Railroad und 1884 bis 1915 war er beim US Geological Survey (USGS), in der er ab 1889 die Abteilung Appalachen leitete. 1893 publizierte er einen Bericht für den USGS über die Strukturgeologie der Appalachen. 1900 wurde er Leiter der Abteilung Areal Geology beim USGS. Neben seiner Tätigkeit beim USGS hielt er 1895 bis 1902 Vorlesungen an der Johns Hopkins University. 1903 leitete er eine Expedition der Carnegie Institution nach China, worüber er später ein Buch veröffentlichte. 1910 wurde er von der argentinischen Regierung mit der Leitung einer Kommission zur Untersuchung der Hydrologie im Norden Patagoniens betraut, zu welcher auch der Topograph Emilio Frey gehörte. Sein Engagement in Argentinien dauerte bis 1914. Danach verließ er den USGS und wurde 1915 Professor an der Stanford University, was er bis 1922 blieb. Er wandte sich zunehmend der Seismologie zu und leitete Kampagnen für sicheres Bauen für Erdbeben. Von 1921 bis 1926 war er Präsident der Seismological Society of America.
Willis veröffentlichte über eine Breite Palette von Themen in der Geologie, darunter auch zur Geologie von China, Afrika (Grabenbrüche u. a.), Chiles und der Philippinen. Er war ein Gegner der Kontinentalverschiebung und publizierte 1928 dazu seine Argumente. 1899 war er daran beteiligt, dass Mount Rainier Nationalpark wurde.
1905 wurde er in die American Philosophical Society aufgenommen. 1912 wurde er korrespondierendes Mitglied der Bayerischen Akademie der Wissenschaften. 1915 wurde er in die American Academy of Arts and Sciences gewählt, 1920 zum Mitglied der National Academy of Sciences. 1928 war er Präsident der Geological Society of America.
1910 wurde er mit der Goldmedaille der Société Géographique de France, 1944 mit der Penrose Medal der Geological Society of America ausgezeichnet. Er war Ehrendoktor der Universität Berlin.

## Schriften
- The Mechanics of the Appalachian Structure, US Geological Survey, 3. Annual Report, Part 2, 1893, S. 211–281
- Überschiebungen in den Vereinigten Staaten, Internationaler Geologenkongress Wien 1904
- Geologische Karte von Nordamerika (französisch), 10 Internat. Geologenkongress 1907
- mit Eliot Blackwelder, R. H. Sargent: Research in China, 2 Bände, Carnegie Institution Pub. 54, 1907
- Index to the Stratigraphy of North America, accompanied by a geological map of North America, USGS Professional Paper 71, 1912
- mit Robin Willis: Geologic Structures, 3. Auflage McGraw Hill 1934 (zuerst als alleiniger Autor 1923)
- Continental Drift, American Association of Petroleum Geologists 1928, S. 76–82
- Earthquakes in the Holy Land, Bulletin Seismological Society of America, 18, 1928, 73–103
- Continental Genesis, Bulletin Geolog. Soc. America, 40, 1929, 281–336
- Living Africa: A Geologist’s Wanderings Through the Rift Valleys, Whittlesey House, McGraw Hill 1930
- Isthmian Links, Bulletin Geolog. Soc. America, Band 43, 1932, S. 917–952
- African Plateaus and Rift Valleys, Carnegie Institution, Washington D.C. Publ. 470, 1936
- Studies in Comparative Seismology: East African Plateaus and Rift Valleys, Carnegie Institution 1936
- San Andreas Rift, California, Journal of Geology, 46, 1938, 793–827
- Continental Drift, ein Märchen, American Journal of Science, 242, 1944, 509–513
- A Yanqui in Patagonia, Stanford University Press 1947
- Friendly China: Two Thousand Miles Afoot Among the Chinese, Stanford University Press, 1949.